# Donald Gollan
Donald Gollan   (Paddington, 19 de gener de 1896 - Worthing, 13 d'agost de 1971) fou un remer anglès, guanyador d'una medalla olímpica. Era parcialment sord i es comunicava mitjançant la llengua de signes britànica.
Va estudiar al Trinity College de la Universitat de Cambridge. Va ser membre del Thames Rowing Club i del Vesta Rowing Club. El 1921, 1922 i 1923 fou segon als Wingfield Sculls, rere Jack Beresford. Va ser membre de l'equip que guanyà la Grand Challenge Cup a la Henley Royal Regatta el 1927 i 1928.
El 1928 va prendre part en els Jocs Olímpics d'Amsterdam, on guanyà la medalla de plata en la prova del vuit amb timoner del programa de rem.